# SMS Habsburg (1865)
O SMS Habsburg foi um navio ironclad operado pela Marinha Austríaca e depois pela Marinha Austro-Húngara, a segunda e última embarcação da Classe Erzherzog Ferdinand Max depois do SMS Erzherzog Ferdinand Max. Sua construção começou em junho de 1863 na Stabilimento Tecnico Triestino e foi lançado ao mar em junho de 1865, sendo comissionado em junho do ano seguinte. Era inicialmente armado com uma bateria principal de dezesseis canhões de 48 libras, tinha um deslocamento de mais de cinco mil toneladas e alcançava uma velocidade máxima de doze nós.
O Habsburg foi finalizado às pressas depois do início da Guerra Austro-Prussiana em junho de 1866, participando no mês seguinte da Batalha de Lissa. Nesta, não teve uma participação muito ativa de deu apenas disparos de cobertura. Em 1870 foi usado em uma demonstração de força a fim de tentar impedir a anexação de Roma pela Itália. Pouco fez pelo restante de sua carreira devido a orçamentos navais reduzidos. Foi rearmado algumas vezes nos ano seguintes e usado como navio de guarda e alojamento em Pola até ser tirado de serviço em outubro de 1898 e desmontado.

## Características
O Habsburg tinha 83,75 metros de comprimento de fora a fora, uma boca de 15,96 metros e um calado médio de 7,14 metros. Seu deslocamento era de 5 210 toneladas. Seu sistema de propulsão consistia em um número desconhecido de caldeiras a carvão que alimentavam um motor a vapor horizontal de expansão única com dois cilindros que girava uma hélice. A potência indicada era de 2 965 cavalos-vapor (2 180 quilowatts) para uma velocidade máxima de 12,54 nós (23,22 quilômetros por hora). Sua tripulação era formada por 511 oficiais e marinheiros.
O navio foi inicialmente armado com dezesseis canhões antecarga de 48 libras arranjados em uma tradicional baterial lateral, oito armas de cada lado. Também carregava quatro canhão de oito libras e dois canhões de três libras. O casco do navio eram feito de madeira com um cinturão blindagem feito de ferro forjado rebitado por cima. Este tinha 123 milímetros de espessura sobre a bateria lateral e reduzia-se para 87 milímetros na proa e na popa.

## História
O batimento de quilha do Habsburg ocorreu em junho de 1863 na Stabilimento Tecnico Triestino em Trieste, sendo lançado ao mar em 24 de junho de 1865. Seus construtores foram forçados a finalizar sua equipagem às pressas, pois as tensões com a Prússia e Itália levaram ao início da Guerra Austro-Prussiana e da Terceira Guerra de Independência Italiana em junho de 1866. Os canhões principais tinham sido originalmente encomendados da prussiana Krupp, assim não poderiam ser entregues. Em vez disso, o Habsburg foi armado com um número menor de canhões mais antigos que os austríacos tinham em estoque. O contra-almirante Wilhelm von Tegetthoff, o comandante da frota austríaca, começou imediatamente a mobilizar seus navios. Eles receberam tripulações completas e realizaram exercícios em Fasana. Tegetthoff levou a frota austríaca para Ancona em 27 de junho em uma tentativa de atrair os italianos para uma batalha, mas o almirante Carlo Pellion di Persano, o comandante da frota italiana, não saiu em surtida, pois estava reabastecendo seus navios depois de uma viagem de Tarento. Tegetthoff fez outra surtida em 6 de julho, mas novamente os italianos não tentaram interceptá-lo.

### Batalha de Lissa

Disposição das frotas austríaca e italiana no começo da Batalha de Lissa

A frota italiana deixou Ancona em 16 de julho e seguiu para a ilha de Lissa, onde chegou dois dias depois. Junto estavam navios de transporte de tropas com três mil soldados. Os italianos passaram os dois dias seguintes bombardeando as defesas austríacas na ilha e fracassaram em uma tentativa de desembarque. Tegetthoff recebeu vários telegramas entre 17 e 19 de julho notificando-o do ataque, que ele inicialmente achou que era uma distração a fim de afastar a frota austríaca de suas principais bases em Pola e Veneza. Entretanto, Tegetthoff se convenceu na manhã do dia 19 que Lissa era de fato o objetivo italiano, assim pediu permissão para atacar. Os austríacos aproximaram-se na manhã de 20 de julho, com a frota italiana estando arrumada para uma nova tentativa de desembarque. Estes estavam divididos em três grupos, com apenas os dois primeiros conseguindo se concentrar em tempo. Tegetthoff arrumou seus ironclads em cunha, com o Habsburg no flanco direito.
Persano, enquanto colocava seus navios em formação, decidiu transferir sua capitânia do ironclad Re d'Italia para o Affondatore. Isto criou um buraco na linha italiana e Tegetthoff aproveitou a oportunidade para dividir a frota italiana e criar um melê. Ele passou pelo meio do buraco, mas não conseguiu abalroar navio algum, assim foi forçado a dar a volta e tentar uma segunda vez. O Habsburg não teve uma participação muito ativa no confronto que se seguiu, não tentando abalroar embarcação italiana alguma e apenas proporcionando disparos de cobertura, porém sem sucesso. Durante este período, os ironclads italianos Principe di Carignano e Castelfidardo dispararam a longa-distância contra o Habsburg e os ironclads SMS Salamander e SMS Kaiser Max, porém apenas infligiram pequenos danos de estilhaços contra o Salamander.
O Re d'Italia e o navio de defesa de costa Palestro foram afundados no decorrer da batalha, fazendo a frota italiana recuar. Persano encerrou o confronto e recusou montar um contra-ataque com suas forças desmoralizadas, mesmo ainda mantendo uma superioridade numérica. Além disso, seus navios estavam com um baixo suprimento de carvão e munições. O recuo dos italianos foi acompanhado pelos austríacos, mas Tegetthoff manteve uma certa distância para não colocar seu sucesso em risco. Os navios austríacos também eram mais lentos que os italianos. A batalha terminou por completo com o cair da noite, com os italianos seguindo para Ancona. O Habsburg disparou 170 projéteis no decorrer da batalha e foi atingido 38 vezes, porém não sofreu danos significativos e nenhum tripulante foi morto. Os austríacos inicialmente foram para Lissa e ancoraram no porto da Baía de São Jorge. O Habsburg e SMS Prinz Eugen e duas canhoneiras patrulharam a entrada do porto naquela noite.

### Resto de carreira
Tegetthoff, depois de voltar para Pola, manteve a frota no norte do Mar Adriático em patrulhas contra um possível ataque italiano. Isto nunca ocorreu e os dois países assinaram em 12 de agosto o Armistício de Cormons, encerrando as hostilidades e levando ao Tratado de Viena. Apesar da Áustria ter derrotado a Itália em Lissa e na Batalha de Custoza em terra, o Exército Austríaco foi derrotado decisivamente pela Prússia na Batalha de Königgrätz. Isto levou ao Compromisso de 1867 e o estabelecimento da Áustria-Hungria, que foi forçada a ceder Lombardo-Vêneto para a Itália. As duas metades da monarquia dual tinham poder de veto sobre a outra, com o desinteresse húngaro em uma expansão naval levando a orçamentos seriamente reduzidos para a frota. A maior parte da frota austríaca foi descomissionada e desarmada imediatamente depois do fim da guerra.
O imperador Francisco José I fez em 1869 uma viagem pelo Mar Mediterrâneo a bordo do iate SMS Greif. O Habsburg inicialmente não tinha sido designado para a esquadra de escolta, porém recomissionado para substituir o Salamander, que estava com problemas nos seus motores. A esquadra também tinha seu irmão SMS Erzherzog Ferdinand Max, a corveta SMS Helgoland e dois barcos com rodas de pás que escoltaram o imperador até Porto Said, na entrada do Canal de Suez. Os ironclads permaneceram no Mediterrâneo enquanto os outros navios seguiram para o Mar Vermelho com a imperatriz Eugênia da França a bordo de seu próprio iate. O Habsburg e o Erzherzog Ferdinand Max foram destacados em 16 de novembro, seguindo para a Baía de Suda em Creta, porém tempestades forçaram ambos a se refugiarem no dia 25 em Navarin. Navegaram então para Corfu, reunindo-se com o Greif e o resto da esquadra. Os ironclads navegaram sozinhos para Pola, mas tempestades deixaram Pöck preocupado com a segurança do imperador, assim ele navegou para Trieste com o objetivo de se certificar que o Greif tinha chegado. Ele foi informado da chegada de Francisco José e assim seguiu para Pola.

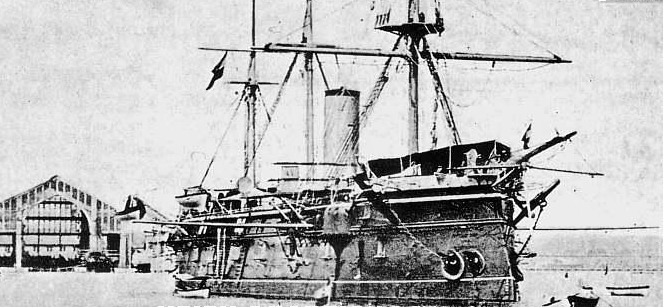
O Habsburg em 1870

O Habsburg ficou sob reparos até janeiro de 1870, em seguida navegou para a Baía de Cátaro a fim de reforçar um grupo de embarcações menores que tinham sido enviadas para o local no ano anterior para subjugarem uma revolta contra o domínio austro-húngaro. Ele era o único ironclad austro-húngaro ainda em serviço ativo na época. Passou por reparos em seu cabrestante e foi para Kumbor, onde se encontrou com a escuna SMS Kerka. Os dois partiram para Malta em 25 de junho, chegando cinco dias depois. Partiram para Túnis em 10 de julho, permanecendo no local por dois dias. Seguiram no dia 16 para Cagliari, na Córsega, onde chegaram no dia seguinte. Permaneceram por quatro dias e por fim chegaram em Toulon, na França em 2 de agosto. O Habsburg e o Kerka ficaram no local por oito dias, então zarparam para Portoferraio na Itália, onde ficaram de 11 a 14 de julho. Foram para Nápoles no dia 19. Estas paradas em cidades italianas eram uma demonstração de força que tinham o objetivo de dissuadir os italianos de anexarem Roma. A Guerra Franco-Prussiana tinha começado em julho e a guarnição francesa que garantia a independência de Roma voltou para casa, deixando-a vulnerável a uma anexação italiana. O Habsburg voltou para casa em setembro, na mesma época que os prussianos conseguiram uma vitória decisiva sobre os franceses na Batalha de Sedan. O Segundo Império Francês ruiu e Francisco José não estava disposto a atacar a Itália unilateralmente para defender Roma, assim os austro-húngaros recuaram e a cidade foi tomada.
O navio permaneceu em serviço com a esquadra de treinamento entre 1870 e 1871, com a formação incluindo em meados de setembro de 1870 as corvetas Helgoland e SMS Dandolo, o Kerka, mais as canhoneiras SMS Reka e SMS Hum. Durante este período serviu de capitânia do comodoro Georg von Millosicz, que foi promovido a contra-almirante em outubro. O Habsburg, após o fracasso da operação austro-húngara na Itália, deixou Nápoles em 3 de setembro e foi para Esmirna, no Império Otomano. Se encontrou com o Kerka pouco depois de partir, rebocando este pelo Estreito de Messina. Os dois se separaram o ironclad passou por Messina, Corfu e Milos até chegar em Esmirna no dia 19. Pelos meses seguintes fez vários cruzeiros pelo litoral otomano na companhia do Dandolo até o final de novembro, quando a corveta deixou a área. O Habsburg zarpou de Esmirna em 4 de fevereiro de 1871 para trocar de tripulação e reabastecer. Passou por Corfu e Messina, chegando em Fasana no dia 13, onde as trocas e reabastecimentos ocorreram. A embarcação seguiu então para Pola, onde um novo sistema de controle de disparo foi instalado, em seguida indo praticar artilharia próximo de Lissa.
Millosicz transferiu sua capitânia para a canhoneira SMS Velebich em 24 de março e o Habsburg foi para Gravosa, onde logo se reencontrou com o Velebich. Em seguida foi para a Baía de Suda, onde encontrou com o Kerka. Eles navegaram juntos para Esmirna a fim de continuarem patrulhando o litoral otomano. A tripulação do ironclad, durante esse período em Esmirna, ajudou a apagar incêndios na cidade e nos esforços de recuperação após enchentes. O Habsburg participou em 25 de maio em Beirute de cerimônias marcando o aniversário de ascensão do sultão Abdulaziz. A embarcação depois foi para Urla, onde realizou exercícios. Suas caldeiras nesta altura estavam em condições ruins e o navio retornou para Esmirna por pouco tempo antes de voltar para casa. Passou por Pireu, Navarino, Zacinto e outros portos antes de chegar em Pola em 21 de agosto.
O Habsburg foi rearmado em 1874 com catorze canhões antecarga Armstrong de 178 milímetros mais quatro armas menores. Foi rearmado novamente em 1882, recebendo uma bateria leve de quatro canhões retrocarga de 89 milímetros, dois canhões antecarga de 70 milímetros, dois canhões-revólver de 47 milímetros e três canhões automáticos de 25 milímetros. Foi tirado do serviço em 1886 e usado de navio de guarda e alojamento em Pola. Neste mesmo ano teve todo seu armamento removido e substituído apenas por um canhão de 260 milímetros e outro de 240 milímetros. Foi removido do registro naval em 22 de outubro de 1898 e desmontado entre 1899 e 1900.